# Jevgenij Onjegin (opera)
Jevgenij Onjegin je opera v treh dejanjih (sedmih slikah) Petra Iljiča Čajkovskega z liričnimi prizori, ustvarjena po romanu v verzih Jevgenij Onjegin Aleksandra Sergejeviča Puškina. Libreto sta napisala Konstantin Sjilovski in skladateljev brat Modest Čajkovski. 
Čajkovski je zložil opero po naročilu in na prošnjo ravnatelja moskovskega konservatorija Nikolaja Rubinsteina, ki je želel dobiti primerno glasbeno dramsko delo za prireditev na svoji šoli. Prva izvedba liričnih slik po Puškinu, kakor je skladatelj imenoval svojo novo opero, je bila na konservatoriju v Moskvi 29. marca 1879. V peterburški dvorni operi je prišla prvič na oder 23. januarja 1881. Delo je bilo pri publiki sprejeto z velikim uspehom in pri petnajsti ponovitvi sta bila navzoča car in carica. Dolgo sta se pogovarjala s skladateljem, kar je tedaj pomenilo izredno čast in priznanje skladatelju in njegovemu delu.
Na Slovenskem so opero prvič v celoti uprizorili v Ljubljani 6. decembra 1903.

## Osebe
- Larina, posestnica - mezzosopran
- Tatjana, njena hčer - sopran
- Olga, Tatjanina sestra - mezzosopran
- Filipjevna - mezzosopran
- Lenski, Onjeginov podeželski prijatelj - tenor
- Jevgenij Onjegin, odvečni človek - bariton
- knez Gremin - bas
- poveljnik - bas
- Zarecki, sekundant - bas
- Triquet, Francoz - tenor
- dame in gospodje, kmetje, vojaki, služabniki

## Vsebina
Godi se deloma na Larininem posestvu, deloma v Peterburgu v prvi polovici 19. stoletja.

### Prvo dejanje

#### Prva slika
Larinin vrt.
Gospa Larina in njena strežnica Filipjeva pripravljata sadje za vkuhavanje. Iz hiše zveni pesem njenih hčera, ki ji obudi spomine na mladost in na romantično ljubezen. Podložniki so se vrnili s polja in po končani žetvi prinesli svoji gospodarici kot darilo okrašen snop. Iz hiše prideta Tatjana in Olga. Prva je bleda, sanjava in popolnoma prevzeta po branju nekega romana; druga pa se svoji veseli naravi primerno pridruži plesalcem in pevcem. Filipjeva javi prihod Lenskega, ki privede s seboj tudi graščaka Onjegina. Tatjana se hoče odstraniti, toda mati jo zadrži. V Onjeginu ugleda svoj ljubezenski ideal, a tudi od žensk razvajenega velikomestnega gospoda prevzame Tatjana že na prvi pogled. Vendar se vede z njo popolnoma ravnodušno in ji pripoveduje o bolezni svojega strica, ki ga muči strašno dolgočasje, medtem ko Lenski in Olga prav nič ne skrivata svoje vzajemne naklonjenosti.

#### Druga slika
Tatjanina soba.
Tatjana sedi v nočni obleki pred zrcalom. Strežnica jo opominja, da je čas za nočni počitek, toda Tatjana še želi, naj ji Filipjeva pove, ali je bila zaljubljena predno se je poročila, kar Filipjeva zanika. Tedaj ji Tatjana prizna, da je strastno zaljubljena. Ko ostane sama, sede k pisalni mizi in razkrije v pismu Onjeginu svojo srčno bolečino. Zunaj se dani in Filipjeva
pride budit Tatjano, ki pa naroči strežnici, naj odda pismo na pošto. Kljub pomislekom slednjič Filipjeva le prevzame Tatjanino pismo.

#### Tretja slika
V gozdu. 
Dekleta nabirajo jagode in prepevajo. Tatjana prihiti in izčrpana sede na klop; tesno ji je pri srcu pred sestankom. Pride Onjegin, a je zadržan, miren in hladen. Tatjani se zahvali za odkritosrčno priznanje in ji izjavi, da bi izbral samo njo, če bi bil
ustvarjen za soproga, toda on da ni rojen za zakonsko srečo; oba bi bila le nesrečna v zakonu. Med petjem zbora odide Tatjana, ki se opira na Onjegina.

### Drugo dejanje

#### Prva slika
Domača zabava in ples v Larinini hiši. 
Ko pleše Onjegin s Tatjano, sliši o sebi razne neumestne opazke starejših dam, zato se jezi na Lenskega, ki ga je privedel semkaj. Ko pride Olga, jo Onjegin izzivalno vabi na ples samo, da bi s tem dražil Lenskega. Olga vzame vso zadevo z lahke strani in hoče obenem ponagajati ljubosumnemu Lenskemu. Po francoskem kupletu, ki ga Tatjani na čast zapoje Triquet, se prične kotiljon. Odpreta ga zopet Onjegin in Olga. Tedaj se vname oster prepir med prijateljema, ki privede do poziva na dvoboj. Onjegin ga mora sprejeti. Dogodek se konča z velikim hruščem in razburjenjem povabljenih gostov.

#### Druga slika
Zimska pokrajina ob potoku v bližini vaškega mlina v zgodnjem zimskem jutru. 
Lenski sedi pod drevesom, njegov sekundant Zarecki stopa nestrpno sem in tja in pričakuje Onjegina. Lenski se v pretresljivi pesmi spominja mladosti in svoje življenjske sreče. Nato pride Onjegin v spremstvu svojega sluge Gillota, ki ga predstavi kot svojega sekundanta. Zarecki, ki se drži običajev dvoboja, je nad takšnim sekundantom nekoliko nevoljen, a se kmalu sporazume z njim. Lenski in Onjegin stojita drug proti drugemu, ne da bi se pogledala. V dvospevu priznata oba, da je ta dvoboj nesmiseln in da bi bilo najpametneje, če bi si smeje podala roke, ampak nobeden ne stori tega. Zarecki da povelje in Onjegin ustreli svojega prijatelja. Onjegin se zgrozi nad mrtvim truplom svojega prijatelja.

### Tretje dejanje

#### Prva slika
Dvorana pri knezu Greminu v Peterburgu. 
Poloneza se je pravkar končala, gostje se zabavajo, Onjegin, ki se je po večletnem, brezsmotrnem potovanju vrnil domov, ne more pregnati in zbrisati spominov na svojega mrtvega prijatelja. Tu sreča zopet Tatjano. Iz boječe preproste deklice je postala čudovita gospa in Onjegin izve od kneza, da je njegova žena. Po kratkem, hladnem pozdravu odide Tatjana v spremstvu svojega soproga, kakor da se Onjegina komaj še spominja. Onjegin pa se ob tem srečanju vname za Tatjano z vsem svojim srčnim ognjem. V tem trenutku šele zasluti vso neizprosno usodnost svojega nesrečnega življenja.

#### Druga slika
V knezovi sprejemnici. 
Tatjana pričakuje napovedani Onjeginov obisk. Tudi njo je snidenje z Onjeginom močno ganilo. Onjegin vstopi in pade pred njo na kolena. Tatjana mu pove brez jeze, kako jo je bolelo, ker je svojčas odklonil njeno ljubezen, čeprav je bilo takrat njegovo ravnanje častno in pošteno. Onjegin se je sedaj brezupno zaljubil v Tatjano in jo roti za ljubezen. Tatjana mu prizna, da ga še vedno ljubi, toda zvesta bo ostala prisegi, ki jo je pred oltarjem dala svojemu soprogu. Zaman jo Onjegin skuša pregovoriti, naj pobegne z njim. Ko so njene moči že skoraj pri koncu, se zbere in odide od Onjegina za vedno. Obupan odhiti Onjegin stran v nemirno življenje.

## Glasbeni primer
Arija Triqueta 